# Richard Allen (jugador de hockey hierba)
Richard James Allen (Nagpur, 4 de junio de 1905 - Bangalore, 1969) fue un jugador de hockey sobre hierba indio. Desde el año 1928 hasta 1936 participó en 3 Juegos Olímpicos,  consiguiendo en todos ellos la Medalla de oro.